# St. Laurentius (Bensheim)

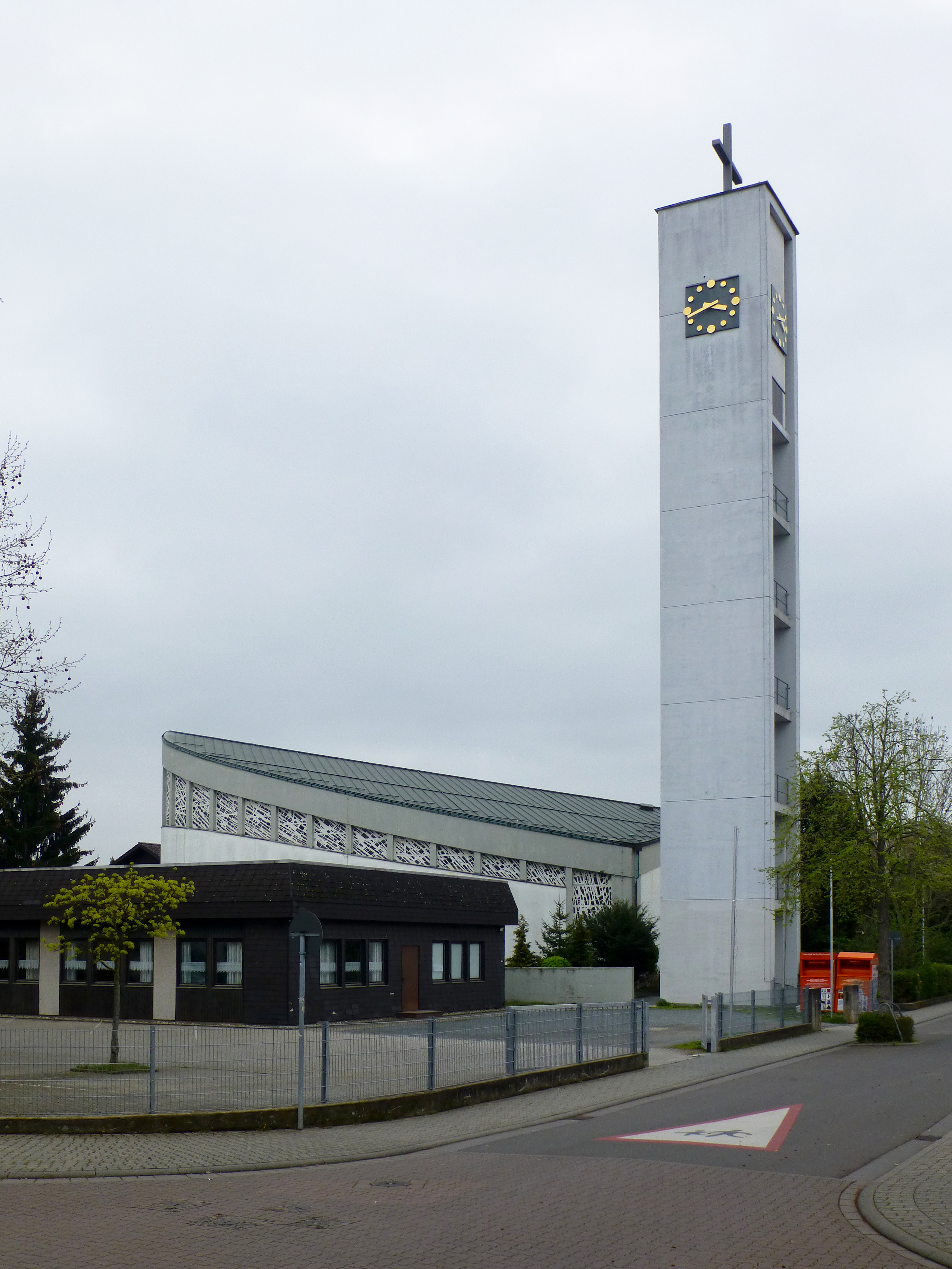
St. Laurentius in Bensheim

St. Laurentius ist eine römisch-katholische Kirche in Bensheim. Als modernes Nachkriegsbauwerk der 1960er Jahre steht die Kirche heute unter Denkmalschutz.

## Geschichte
Das heute westliche Stadtgebiet Bensheims wurde insbesondere wegen der Neuansiedlung der Heimatvertriebenen und Flüchtlinge des Zweiten Weltkriegs zu Bauland. Die große einzige katholische Pfarrgemeinde für Bensheim St. Georg genügte bald nicht mehr für die steigende Anzahl der Gläubigen.
Am 1. Juli 1953 begannen zunächst Bauarbeiten für einen dringend benötigten Kindergarten. Dieser wurde durch den Mainzer Bischof Albert Stohr 1954 auf das Patrozinium St. Winfried (Bonifatius) eingeweiht. Die Pfarrkuratie St. Laurentius wurde durch den neuen Bischof von Mainz am 14. September 1962 beurkundet. Sie umfasst das Gebiet der Gemarkung Bensheim westlich der Bahnstrecke Frankfurt am Main–Heidelberg. Am 29. April 1963 erfolgte der erste Spatenstich und am 15. September 1963 die feierliche Grundsteinlegung der nach Plänen des Würzburger Regierungsbaumeisters Erwin van Aaken errichteten Kirche. Am 19. Juni 1965 nahm Bischof Hermann Volk die Weihe der Kirche vor.

## Kirchengebäude
Die räumliche Konzeption der Kirche unter dem Patrozinium von Laurentius von Rom weist die zeittypische, in den 1950er Jahren entwickelte Formensprache des Modernen Bauens auf.
Bereits der Grundriss in Form einer Parabel (griech. parabola = Gleichnis), die durch einen Kreisbogen abgeschlossenen wird, verweist auf den Anspruch des Raumes, selbst zum Gleichnis zu werden: als heiliger, geheiligter Raum, dessen Seitenmauern nach rückwärts vermeintlich ins Unendliche verlaufen, wobei sie ansteigen und weit ausholen, als wollten sie die ganze Gemeinde mit ausgebreiteten Armen umfassen und in lichter Weite zur Gemeinschaft einen.
Ein flach gewölbtes Dach in Kielform überspannt das Gotteshaus. Ein durchgehender, unter der Decke liegender Lichtgaden mit schmalen Beton-Rippen und Betonverglasung sorgt für die Beleuchtung des Gottesdienstraums. Die Höhe der Seitenwände steigt von etwa 7 m an der Eingangsseite bis zur doppelten Höhe über dem Chorraum an. Der Volksaltar als zentraler Ort der Heiligen Messe und liturgischer Mittelpunkt, gemäß der Liturgiereform des zweiten Vatikanums, im Brennpunkt des Innenraums soll die tätige Teilnahme (Participatio actuosa) des versammelten Gottesvolks ermöglichen.
1992 erfolgt eine Innenrenovierung der Kirche, bei der die Altarebene auf Vorschlag des Architekten Heinz Frassine abgesenkt, und so dem Kirchenvolk näher gebracht wird. Die Kommunionbank wurde aus dem Altarraum entfernt. Das freigewordene Steinmaterial wurde für einen Ambo und für den Tabernakel verwendet, der Tabernakel dabei hinter den Altar in die Mitte gerückt.
Ein freistehender Campanile, mit leiterartiger Stahlbetonkonstruktion, nur im oberen Drittel geschlossen, ist mit einem großen Kreuz gekrönt. Der Turm wurde bereits im Juli 1964 fertiggestellt. Seit 1969 war er mit drei Glocken bestückt, die von Friedrich Wilhelm Schilling gegossen wurden. Diese wurden 1996 durch neue leichtere Instrumente der Glockengießerei Bachert ersetzt. Diese Maßnahme wurde notwendig, da eine Rissbildung im Turm auftrat. Die neuen Glocken sind auf die Töne b, c und d und mit der verbliebenen alten Glocke f‘ abgestimmt und wurden am 30. November durch Domkapitular Dietmar Giebelmann geweiht.
Die Kirche steht als „Zeugnis des geistigen, künstlerischen und technischen Wirkens, an dessen Erhaltung und Pflege zur Förderung des geschichtlichen Bewusstseins sowie zur Werterhöhung der Umwelt ein öffentliches Interesse besteht“, unter Denkmalschutz. Seit 1997 gehörte St. Laurentius mit St. Georg und Heilig Kreuz in Bensheim-Auerbach zum Pfarreienverbund Bensheim, der 2025 in der Großpfarrei „Heilig Geist an der Bergstraße“ aufging.

## Pfarrzentrum
Generalvikar Martin Luley konnte nach Jahren langen Spendensammelns am 7. November 1981 die Einweihung eines Pfarrzentrums durchführen.